# شینوسوکه هاتاناکا
شینوسوکه هاتاناکا (انگلیسی: Shinnosuke Hatanaka؛ زادهٔ ۲۵ اوت ۱۹۹۵) بازیکن فوتبال اهل ژاپن است.
وی همچنین در تیم ملی فوتبال ژاپن بازی کرده‌است.